# 古元

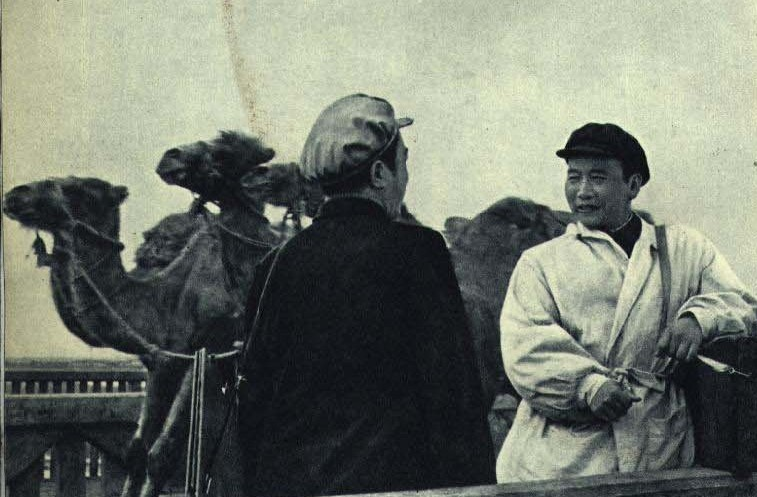
1962年 吴作人和古元在内蒙古采生

古元（1919年8月5日—1996年8月10日），字帝源，男，广东人，中国画家、版画家。

## 生平
生于广东省中山县那洲乡（今广东省珠海市唐家湾镇那洲村）。历任北京人民美术出版社创作室主任，中央美术学院教授、院长。

## 社会兼职
曾任中国美术家协会副主席，中国版画家协会副主席。

## 作品
著名绘画作品有《毛主席和农民谈话》、《烧毁旧地契》、《人桥》、《枣园灯光》等。出版作品有《古元木刻选》、《古元水彩画选》等。